# Maria Adriana Prolo
(Maria Adriana Prolo in una lettera del giugno 1973)
Maria Adriana Prolo (Romagnano Sesia, 20 maggio 1908 – Romagnano Sesia, 20 febbraio 1991) è stata una storica del cinema italiana.
Il suo nome è legato principalmente alla stagione pionieristica del cinema, quale fondatrice del Museo nazionale del cinema di Torino

## Biografia

### Formazione
Ultima di tre sorelle di un'agiata famiglia borghese dai forti interessi culturali, viene educata dalla madre, donna dalle spiccate doti intellettuali, allo studio delle lingue, del violino e alla pratica degli sport, manifestando molto presto una sensibilità innata per la poesia, passione che coltiverà per tutta la vita.
Si laurea giovanissima in materie letterarie presso la Facoltà di Magistero a Torino e nel 1931 un estratto della sua tesi Il conte Ignazio Donaudi delle Mallere economista piemontese del sec. XVIII viene pubblicato sul “Giornale degli Economisti” di Milano.
Comincia a lavorare subito dopo la laurea presso la Biblioteca Reale di Torino e collabora con l'allora direttore, il generale Nicola Brancaccio, al volume sulla storia della dinastia sabauda (apparso nel 1930) Dal nido savoiardo al trono d'Italia. Vita, ritratti e politica dei Savoia dall'anno 1000 al 1870.
In questo periodo hanno inizio le sue appassionate ricerche. Inizialmente si occupa di temi legati alla storia del Risorgimento pubblicando numerosi contributi su testate specialistiche; frequenta anche corsi di biblioteconomia, archivistica e paleografia affinando il suo già meticoloso metodo di ricerca. Si dedica a ricerche letterarie riservando un'attenzione particolare al ruolo svolto dalle donne in vari ambiti culturali; cura la raccolta di poesie edite e inedite di Agata Sofia Sassernò; scrive lei stessa poesie con l'ambizione dichiarata di pubblicarle e redige nel 1937 il Saggio sulla cultura femminile subalpina dalle origini al 1860.

### L'interesse per il cinema
Nell'estate del 1938, conducendo una ricerca sulla storia della letteratura piemontese dal 1890 al 1914, si ritrova a sfogliare le riviste di cinema muto alla Biblioteca Nazionale di Torino; da questo momento sboccia e cresce esponenzialmente il suo interesse per l'universo cinematografico; al contempo, intuendo il ruolo predominante svolto dalla città di Torino al tempo della nascita del cinema, dirotta i suoi studi in questa direzione, come testimoniato dall'articolo "Torino cinematografica prima e durante la guerra", da lei pubblicato nello stesso anno sulla rivista "Bianco e nero" e dedicato soprattutto alle case di produzione torinesi e ai periodici di cinema dell'epoca.
Sempre alla seconda metà degli anni Trenta risale l'avvio di un progetto di ricerca che proprio partendo dalla consultazione delle riviste cinematografiche degli anni Dieci approderà, dopo molti rinvii, nel 1951 alla pubblicazione del primo volume della Storia del cinema muto italiano per la casa editrice il Poligono. Si tratta di una delle prime testimonianze di storiografia del cinema. L'opera si distingue per la ricchezza dell'apparato iconografico e per l'elenco delle pellicole mute realizzate in Italia dal 1904 al 1915 ordinato per anno e casa di produzione.
Con questa pubblicazione appare in tutta evidenza il principio che per realizzare una storia del Cinema si debba partire dai documenti, redigendo in primo luogo una cronologia e una filmografia: il valore del suo Corpus Italicorum Filmorum risiede proprio nella comprensione di tale necessità. E questo approccio, che privilegia le fonti archivistiche e bibliografiche, caratterizzerà il metodo di ricerca di Maria Adriana Prolo in tutti gli ambiti. Ma le fonti si rivelano essere non solo preziose per condurre indagini e studi ma anche beni desiderabili e ambiti, da collezionare e da rendere fruibili.

### Il Museo Nazionale del Cinema di Torino
In questa fase Maria Adriana Prolo inizia ad acquisire materiali di ogni tipo (fotografie, gadget pubblicitari, manifesti, brochure) che documentino la nascita del cinema, la sua diffusione e il suo sviluppo nel tempo. Parallelamente al collezionismo si fa strada l'idea di costituire un Museo del Cinema.

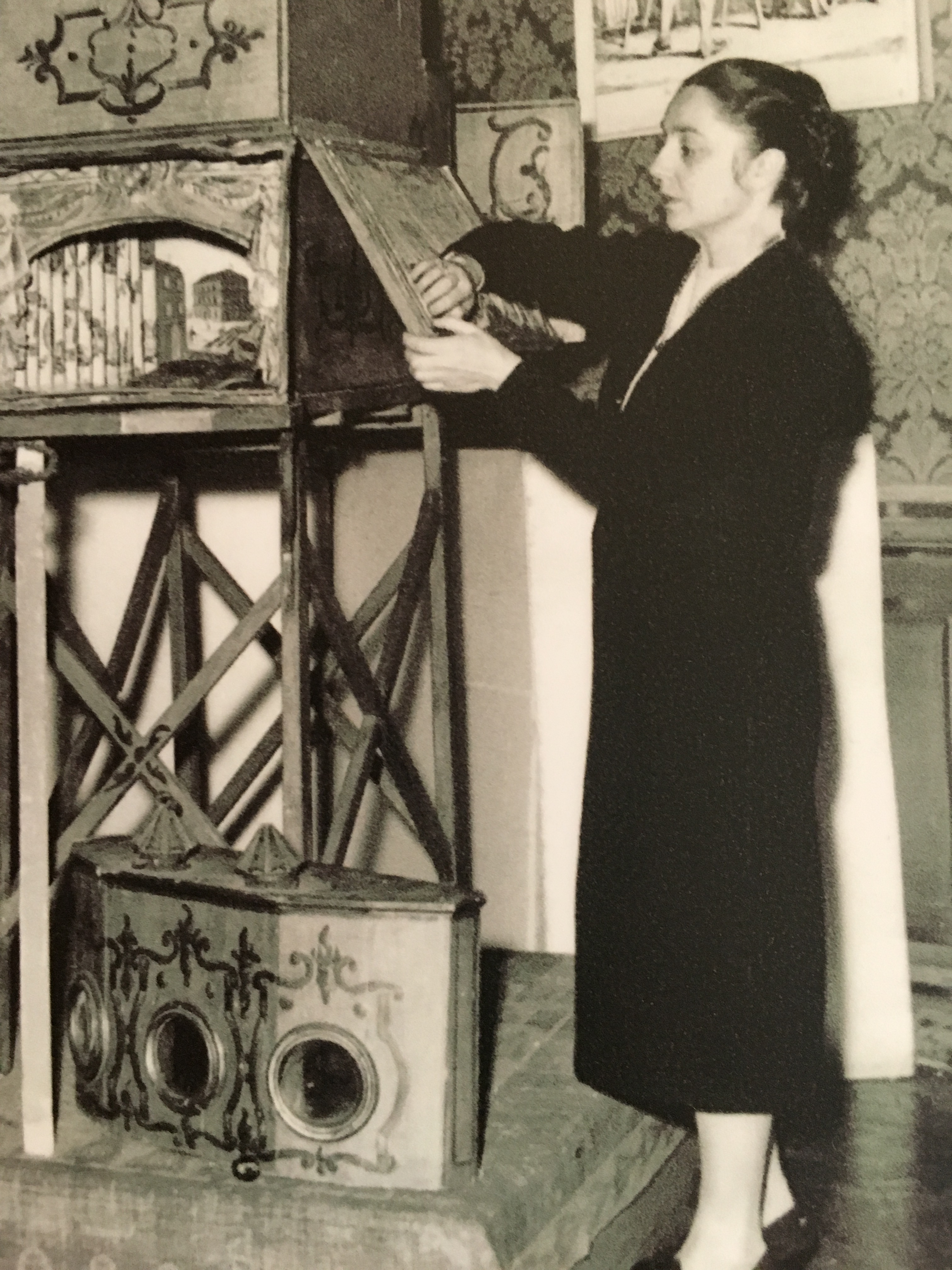
Maria Adriana Prolo

Viene introdotta nel mondo accademico e presentata agli esponenti dell'ambiente cinematografico dall'allora direttore del Centro Sperimentale di Cinematografia Luigi Chiarini; conosce lo sceneggiatore e regista Arrigo Frusta, diventa amica di Giovanni Pastrone, uno dei più importanti registi degli anni dieci, ed entra in contatto con attori, attrici e varie maestranze del cinema muto, raccogliendone le testimonianze dirette e soprattutto i materiali in loro possesso.
È del 1941 l'annotazione sulla sua agenda "Pensato il Museo" seguita da una raccolta fondi tra amici e conoscenti destinati ad ampliare le acquisizioni; dello stesso anno è la concessione da parte del comune di Torino del secondo piano della Mole Antonelliana per radunare il primo fulcro di collezioni. Tale collocazione impedì che i bombardamenti su Torino durante la seconda guerra mondiale danneggiassero in maniera significativa i materiali.
Molto proficua è in questi anni la profonda amicizia che la lega ad Henri Langlois, il fondatore de La Cinématheque Française, attestata da una fitta corrispondenza durata 28 anni. Tra questi due grandi pionieri della museografia cinematografica si stabilisce un sodalizio intellettuale cha dà luogo a reciproche influenze nei singoli allestimenti.
Nel 1953 Maria Adriana Prolo persuade le istituzioni del prestigio derivante dalla fondazione di un Museo Nazionale del Cinema per Torino, chiede l'assegnazione di una sede e il riconoscimento legale e giuridico del Museo. Grazie al sostegno di appassionati e giornalisti nello stesso anno si costituisce l'Associazione Culturale Museo del Cinema con lo scopo principale di raccogliere, conservare ed esporre al pubblico tutto il materiale sul cinema e la fotografia fino ad allora raccolto, promuoverne la conoscenza in Italia e all'estero, intraprendere ricerche ed effettuare acquisti, nonché costituire una cineteca, una fototeca, una biblioteca e una emeroteca. Nella sede storica di Palazzo Chiablese vengono raccolti i primi materiali composti da beni eterogenei sia legati all'archeologia del cinema sia alla storia del cinema vera e propria e che afferiscono alla fase di pre e post produzione, alla fase di lavorazione e di promozione di un'opera cinematografica.
Viene allestito in seguito a Palazzo Chiablese quello che sarà l'attuale Museo Nazionale del cinema di Torino.
Una figura altrettanto influente nella sua vita è il giornalista Mario Gromo; lo storico critico cinematografico de La Stampa sostiene Maria Adriana, diventandone confidente e collaboratore; alla sua morte (avvenuta prematuramente nel 1960) dona al Museo libri, riviste e la collezione di tutti i suoi articoli dagli anni Venti agli anni Cinquanta; la collezione Gromo costituisce il nucleo originario della biblioteca del Museo che prenderà il suo nome per onorarne la memoria.
Nel 1954 arriva il primo importante riconoscimento: Henri Langlois dedica una mostra al Museo di Maria Adriana Prolo ospitando le collezioni alla Cinématheque Française.

### Il Museo Storico-Etnografico di Romagnano Sesia
Ma il Museo del Cinema non è l'unico museo da lei fondato: nel 1973 istituisce infatti il Museo Storico-Etnografico di Romagnano Sesia insieme all'amica Fernanda Renolfi, con la finalità di raccogliere conservare e promuovere le testimonianze più diverse della vita locale, dall'Ottocento fino alla Grande Guerra.
Anche in questa raccolta si riflette il metodo di ricerca e di selezione già applicato al Museo del Cinema: l'eterogeneità dei materiali, divisi per settori con particolare spazio alla documentazione fotografica e alla raccolta di fonti orali ripropongono lo stile di allestimento del suo primo museo.

### Gli ultimi anni
D'altra parte il rigore nella ricerca, l'ostinata esplorazione di fonti documentarie non ancora legittimate, la capacità di distinguere quelle più autorevoli, la spregiudicatezza nel collezionare i più svariati materiali, hanno contraddistinto il metodo e la personalità di Maria Adriana Prolo rendendola una coraggiosa antesignana sia come studiosa che come fondatrice di realtà culturali.
In un contesto prevalentemente declinato al maschile come era in Italia l'ambiente cinematografico, e culturale in genere, fino alla prima metà del Novecento, Maria Adriana Prolo si è distinta come ricercatrice e come promotrice culturale dando vita a due importanti istituzioni museali piemontesi.
Il 16 ottobre 1988 Maria Adriana Prolo viene nominata Ordine delle arti e delle lettere di Francia dal Ministero per la cultura francese. È la prima volta che tale prestigioso riconoscimento va a un italiano.
Maria Adriana Prolo muore il 20 febbraio 1991, affidando al Comune di Torino e alla Regione Piemonte la gestione del Museo del cinema e a degli appassionati soci co-fondatori la conduzione del Museo storico-etnografico di Romagnano Sesia.

## Premio alla memoria
Nel 2002, l'Associazione Museo Nazionale del Cinema intitola a Maria Adriana Prolo un premio alla carriera. Conferito annualmente ad una personalità del mondo del cinema che si è particolarmente affermata nella cinematografia italiana ed europea, è stato assegnato in passato agli attori Ottavia Piccolo, Elio Pandolfi, Lucia Bosè, Piera Degli Esposti, ai registi Giuseppe Bertolucci, Ugo Gregoretti, Marco Bellocchio, Lorenza Mazzetti, Costa-Gavras e altri, allo sceneggiatore Giorgio Arlorio, al compositore Manuel De Sica.

## Archivio
Presso l'Archivio Storico del Museo Nazionale del Cinema di Torino sono conservati:
- Il fondo archivistico istituzionale del Museo Nazionale del Cinema di Torino, che raccoglie la documentazione prodotta dal Museo – e quindi di fatto in larga parte dalla stessa Maria Adriana Prolo – dalle origini sino al 1992 (anno in cui il Museo stesso cambia condizione giuridica in Fondazione Maria Adriana Prolo - Museo Nazionale del Cinema - Archivi di cinema, fotografia ed immagine).
- Il fondo archivistico personale di Maria Adriana Prolo, che raccoglie tutte le carte che non furono incluse nell'archivio del Museo dalla Prolo stessa.

## Opere
- A.S. S., in Atti della R. Accademia delle scienze di Torino, 1932-1933, vol. 68, t. 2, pp. 467–483
- Dal nido savoiardo al trono d'Italia : Vita, ritratti e politica dei Savoia dall'anno 1000 al 1870, con Nicola Brancaccio, Milano, 1934
- Saggio sulla cultura femminile subalpina dalle origini al 1860, 1937
- Torino cinematografica prima e durante la guerra, Bianco e Nero, 1938
- Storia del cinema muto italiano. 1., Milano, Poligono, 1951.
- Ricordo di Carlo Chiaves e di Ernesto Maria Pasquali, Torino, Accame, 1939 ((Tit. della cop. - Estr. da: Torino, n. 6 (giugno 1939)
- L'abate J. A. Nollet a Torino, in Studi Piemontesi, Vol. 4. fasc.1 (marzo 1975), p. 102-103.
- Il Museo nazionale del cinema, con Luigi Carluccio, Torino, Cassa di risparmio di Torino, 1978

## Filmografia
- Occhi che videro, regia di Daniele Segre  – Documentario (1989)[4]